# David Nerman
David Nerman (geb. vor 1987) ist ein kanadischer Schauspieler.

## Leben
David Nerman spielte in seiner inzwischen etwa zwanzigjährigen Berufslaufbahn in verschiedenen Filmen und Fernsehserien mit. Im Actionthriller Conspiracy of Fear – Verschwörung der Angst (1996) trat er mit Christopher Plummer auf. Im Horrorfilm Knight of the Apocalypse (1998) mit Dolph Lundgren stellte er den Polizisten Roseberry dar, der sich durch die Untersuchung mysteriöser Todesfälle in Gefahr begibt. 1998 war er als Ackerman in der ersten Folge der zweiten Staffel der dramatischen Agentenserie Nikita als Gegenspieler von Michael, gespielt von Roy Dupuis, zu sehen. Eine Nebenrolle verkörperte er im Thriller Das Auge (1999) mit Ewan McGregor.
Nerman war der Ex-Mann der kanadischen Schauspielerin Guylaine St-Onge, die im März 2005 verstarb. Ihr gemeinsamer Sohn Aiden war zu diesem Zeitpunkt neun Jahre alt.

## Filmografie (Auswahl)
- 1987: Night Friend
- 1988: T and T
- 1989: The Scorpio Factor
- 1989: Bionic Showdown: The Six Million Dollar Man and the Bionic Woman
- 1990: Die Waffen des Gesetzes (Street Legal, Folge: The Psychic)
- 1991: Ich war ein Playmate (Posing: Inspired by Three Real Stories)
- 1992: Das Gesetz der Straße (Street Justice, Folge: Partner in Crime)
- 1993: Kung Fu – Im Zeichen des Drachen (Kung Fu: The Legend Continues, Folge: Sunday at the Hotel with George)
- 1994: Oftmals trügt der Schein bzw. Blutsbande – Eine Familie zerbricht (Incident in a Small Town)
- 1995: Das satanische Dreieck (Witchboard 3 – Gate to Hell)
- 1995: Nick Knight – Der Vampircop (Forever Knight, Folgen: The Code und Hearts of Darkness)
- 1996: Conspiracy of Fear – Verschwörung der Angst (The Conspiracy of Fear)
- 1996: Bedrohliche Leidenschaft (Hostile Advances: The Kerry Ellison Story)
- 1997: The Ultimate Weapon
- 1997: PSI Factor – Es geschieht jeden Tag (PSI Factor: Chronicles of the Paranormal, Folge: The Undead, The/Stalker)
- 1998: Nikita (La Femme Nikita, Folge 2.01: Der Maulwurf bzw. Hard Landing)
- 1998: John Woo’s The Thief (Once a Thief, Folge: Last Temptation of Vic)
- 1998: Knight of the Apocalypse bzw. Der Ritter der Apokalypse (The Minion)
- 1998: Sir Arthur Conan Doyle’s Lost World, auch: Dinosaurs – Die vergessene Welt (The Lost World)
- 1998: The second Arrival – Die Wiederkehr (The Second Arrival)
- 1999: Zeugin auf der Flucht (The Witness Files)
- 1999: Das Auge (Eye of the Beholder)
- 1999: Relic Hunter – Die Schatzjägerin (Relic Hunter, Folge: The Headless Nun)
- 2000: Live Through This
- 2000: Weites Feld der Hoffnung (Run the Wild Fields)
- 2000: Live Through This (Fernsehserie)
- 2000: Code Name: Eternity – Gefahr aus dem All (Code Name: Eternity, Folge: Sold Out for a Song)
- 2003: Nightwaves
- 2003: Webs
- 2005: Missing – Verzweifelt gesucht (1-800-Missing, Folge: And the Walls Come Tumbling Down)
- 2019: A Night of Horror: Nightmare Radio